# 西利采 (戈羅霍夫區)
50°27′41″N 24°42′35″E / 50.46139°N 24.70972°E
西利采（烏克蘭語：Сільце），是烏克蘭的村落，位於該國西部沃倫州，由盧茨克區負責管轄，面積18.5平方公里，海拔高度211米，2001年人口794，人口密度每平方公里42.92人。